# Wskaźnica modrzewianeczka

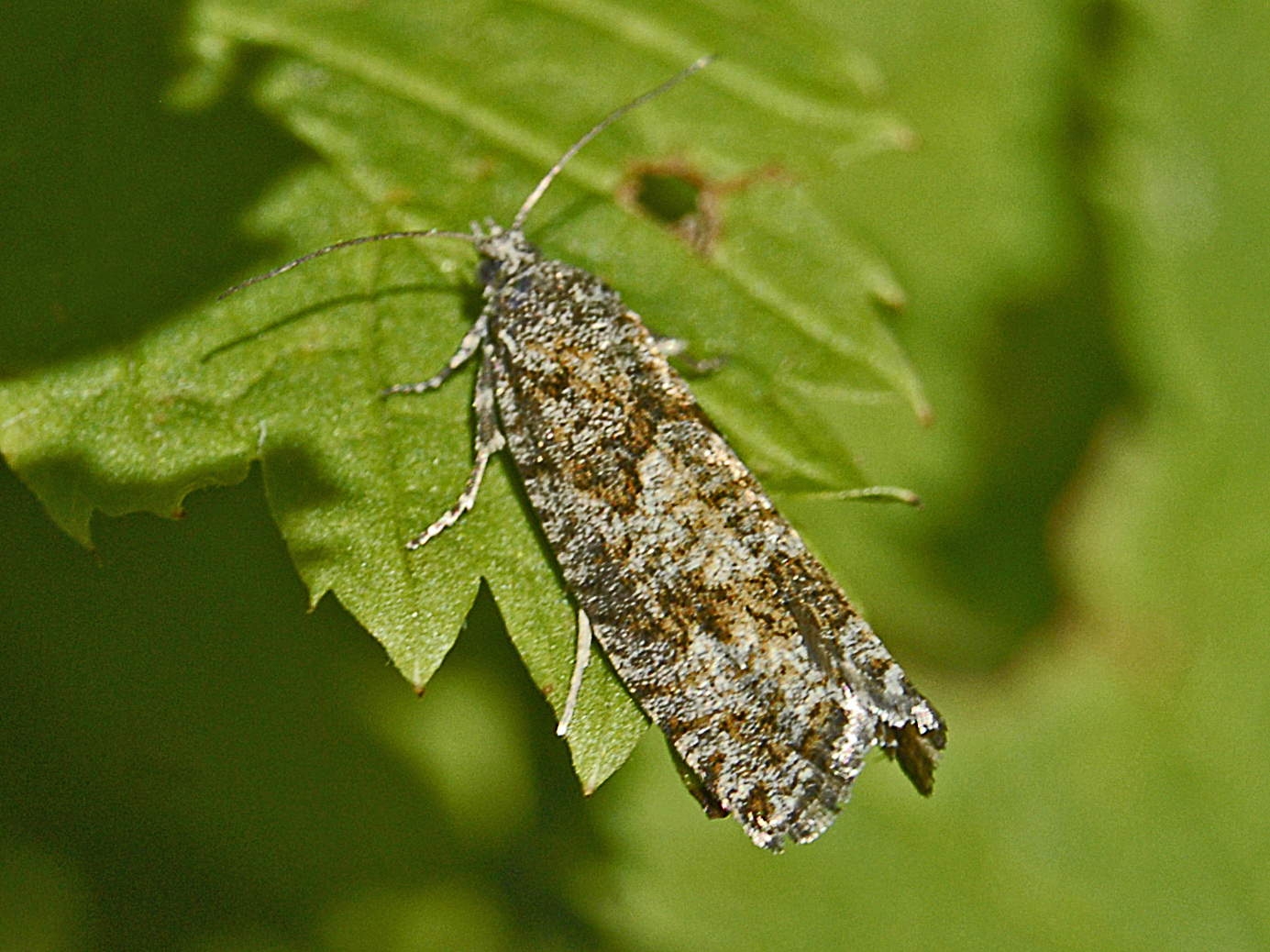
Wskaźnica modrzewianeczka

Wskaźnica modrzewianeczka (Zeiraphera griseana) – gatunek motyla z rodziny zwójkowate (Tortricidae). Motyl ten to polodowcowy relikt. Foliofag drzew iglastych występujący w górach.

## Wygląd
Imago
Ciało masywne, tułów i odwłok pokryty włoskami. Tułów wydłużony wychodzący poza rozłożone tylne skrzydła. Czułki długie, odchylone na boki sięgające za połowę skrzydła przedniego. Rozpiętość skrzydeł od 18 – 22 mm. Wzór i kolor skrzydeł jest bardzo zróżnicowany, czasami zdominowany przez jasne prawie białe odcienie a czasami przednie skrzydła mają wygląd, jakby były pokryte szarym pyłem. Skrzydła przednie długie, wąskie, zwykle koloru jasnoszarego, jasnobrązowego, ciemnobrązowego z widocznym charakterystycznym marmurkowym wzorem. Sporadycznie spotykane są osobniki z białymi skrzydłami. Skrzydła tylne są, jaśniejsze, szersze i krótsze od przednich, jednobarwne koloru szaro brązowego i bez marmurkowego wzoru. Końcówki skrzydeł zaokrąglone, tylne i boczne brzegi (krawędzie) skrzydeł tylnych i boczne przednich zakończone strzępiną (włoskami). Strzępina obu par skrzydeł szaro-brunatna, podkreślona na skrzydłach równoległą linią do zewnętrznej krawędzi skrzydeł. Samica, większa od samca z grubym odwłokiem i długim podkładełkiem, na końcu odwłoka znajduje się poduszeczka z gęstych, szaroczarnych włosków. Nieznaczny dymorfizm płciowy.
Jajka
Jajka owalne płaskie żółtawego koloru o drobno rzeźbionej teksturze o długości 0,6-0,7 mm i szerokości 0,4-0,5 mm. Jedna samica zazwyczaj kładzie od 130 do 170 jaj. Jaja składa grupowo w ilości od 3 do 6 sztuk w jednym miejscu. Po szczytowej gradacji ilość znoszonych jaj jest trzy razy mniejsza.
Gąsienica.
Gąsienice początkowo są koloru ciemnobrązowego prawie czarnego. Kolor ciała z wiekiem zmienia się do brudnej zieleni, która jest rozdzielona przez ciemnozielone paski przebiegające wzdłuż tułowia po bokach i na grzbiecie. Nogi pozostają czarne podczas całego procesu rozwojowego. Głowa masywna czarna z dobrze wykształconym aparatem gębowym. Około tygodnia przed przepoczwarczeniem gąsienica ponownie przyjmują ciemniejszą barwę brązową zbliżoną w kierunku ciemnej czerwieni. Gąsienice osiągają długość od 15 do 19 mm.
poczwarka
Poczwarka osiąga długość od 8 do 12 milimetrów, koloru czerwono-brązowego, brązowego. Wylęg owadów dorosłych odbywa się w ściółce.

## Biologia i ekologia
Okres lotu
Motyl pojawia się w okresie, od lipca do października, głównie w lasach iglastych. Loty motyla poniżej 1000 m n.p.m. rozciągają się od połowy czerwca do końca lipca, a na większych wysokościach odbywają się od połowy lipca do października. Owad aktywny o zmierzchu i świcie, lata sporadycznie także w ciągu dnia. W ciągu dnia mało aktywny chowa się w koronach drzew, gdzie przebywa ze złożonymi skrzydłami w typowej pozycji dla motyli tego rodzaju. Samce w okresie godowym latają wokół wierzchołków drzew. Ta czynność może trwać do północy, dopóki temperatura nie spadnie poniżej 8 °C. Możliwe są loty nawet przy znacznych odległościach ma wysoką zdolność do rozprzestrzeniania się. 
Rozród
Wydaje jedno pokolenie rocznie spędza ostatnią część lata i jesień. Samica składa jaja głęboko w pęknięciach kory na młodych pędach rośliny żywicielskiej w pobliżu pąków. Jaja zimują od 4-5 miesięcy pod korą w szczelinach. Jaja mogą zimować w temp. do -51 °C. Wylęg gąsienic wiosną w różnych okresach w zależności od wysokości od 500 do 1200 m n.p.m. larwy pojawiają się w kwietniu, a na wysokości 1800 do 2100 m n.n.m. wylęg odbywa się na przełomie maj – czerwiec. Gąsienice żerują od początku maja do końca lipca. W pierwszym okresie rozwoju larwy żerują na młodych częściach igieł, w obszarze wzrostu igieł wiązki. Po osiągnięciu drugiego częściowo trzeciego okresu rozwoju larwa żeruje na dalszej (dystalnej) części igieł. W tym okresie larwa buduje kokon w rodzaju cewki oplatając oprzędem igliwie. W kokonie larwa żeruje przez następne okresy rozwoju, aż do przepoczwarczenia. Rozwój gąsienic trwa zwykle 4-5 tygodni, przy wyższych temperaturach otoczenia może być krótszy. Żerowaniu podlega tylko najbardziej podstawowa część igieł, larwy żerują w nocy i wcześnie rano. Na jednym drzewie może żerować do 7 tys. osobników. W sprzyjających warunkach tworzy gradacje. Podczas aktywności larwa jest chroniona jedwabistym oplotem z pozostałością odchodów i suchych igieł, które służyły jako pokarm. Po 40-60 dniach od wylęgu, gąsienice zagłębiają się w ściółce na głębokości ok. 3 cm, gdzie  z resztek suchego pokarmu, odchodów i ziemi budują schronienie, w którym po 25 do 36 dniach nastąpi przepoczwarczenie.
Znaczenie
W leśnictwie szkodnik fizjologiczny, pierwotny, monofag, żerujący na drzewostanie iglastym z możliwością występowania w formie gradacyjnej. Gołożery doprowadzają do wydzielania się posuszu.

## Zasięg występowania
Gatunek rozmieszczony w całej Europie od Portugalii po Ural w Azji po Alaskę i w Ameryce Północnej. W Polsce gatunek występuje na południowo-zachodnim i środkowym obszarze kraju. W Polsce gradacje występowały: Górach Izerskich, Karkonoszach, Górach Sowich, Górach Bialskich, Masywie Śnieżnika i Beskidach.

## Rośliny żywicielskie
podstawowe
Gąsienice odżywiają się liśćmi  (igliwiem): modrzewia.
dodatkowe
świerk, sosna, limba.

## Ochrona
Gatunek niechroniony. Szkodnik uszkadza: igliwie, pąki, pędy i szyszki drzew iglastych.

## Zagrożenia
Zagrożenie dla tego gatunku stanowi chemiczne zwalczanie szkodników, jak również choroby pasożytnicze na jajeczkach motyla.

## Inne
Całkowicie objedzone igliwie na rocznych przyrostach świerka rozpoczynające się od części wierzchołkowej są objawem żeru wskaźnicy modrzewianeczki.